# NGC 2793
إن جي سي 2793 في الفهرس العام الجديد، هي مجرة، تقع في كوكبة الوشق. اكتشفت في 6 مارس 1828 بواسطة جون هيرشل.

## روابط خارجية
- NGC 2793 على موقع ويكي سكاي: DSS2, SDSS, GALEX, IRAS, Hydrogen α, X-Ray, Astrophoto, Sky Map, Articles and images